# ريتشارد هولمز (لاعب كريكت)
ريتشارد هولمز (25 نوفمبر 1952 في المملكة المتحدة - ) (بالإنجليزية: Richard Holmes)‏ هو لاعب كريكت بريطاني. لعب مع نادي جامعة كامبريدج للكريكيت ‏.

## وصلات خارجية
- ريتشارد هولمز على موقع إي آس بي آن كريك إنفو (الإنجليزية)